# Olmedo (kommunhuvudort i Spanien, Kastilien och Leon, Provincia de Valladolid, lat 41,29, long -4,69)
Olmedo är en kommunhuvudort i Spanien.   Den ligger i provinsen Provincia de Valladolid och regionen Kastilien och Leon, i den centrala delen av landet, 130 km nordväst om huvudstaden Madrid. Olmedo ligger 767 meter över havet och antalet invånare är 3 570.
Terrängen runt Olmedo är platt. Runt Olmedo är det mycket glesbefolkat, med 5 invånare per kvadratkilometer. Närmaste större samhälle är Medina del Campo, 19,0 km väster om Olmedo. Trakten runt Olmedo består till största delen av jordbruksmark.